# Karin Alvtegen
Karin Anna Alvtegen (Huskvarna, 8 juni 1965) is een Zweeds schrijfster van misdaadromans en jeugdboeken.

## Biografie

### Vroegere leven
Karin Anna Alvtegen werd in 1965 geboren in Huskvarna en is de kleindochter van de politicus Gunnar Ericson, de broer van Astrid Lindgren. Haar ouders zijn allebei onderwijzers en ze heeft een jongere broer en had een oudere broer die in 1993 omkwam bij een ongeval.

### Carrière
Alvtegen debuteerde in 1998 met de misdaadroman Skuld. Haar tweede roman Saknad werd in 2001 bekroond met de Glazen Sleutel, vertaald in het Engels en in 2009 door de Amerikaanse Mystery Writers of America genomineerd voor de Edgar Allan Poe Award. Alvtegen werd zowel in 2007 als in 2009 door de Britse Crime Writers' Association genomineerd voor de Duncan Lawrie International Dagger voor de Engelse vertaling van respectievelijk Skam en Skugga. Deze laatste roman werd in 2008 tevens bekroond met de Deense Palle Rosenkrantz-prisen.
In 2006 schreef ze mee aan de Britse tweedelige tv-film getiteld Missing, gebaseerd op de roman Saknad. Alvtegen werkte ook als scenarioschrijver, in 1997-1998 voor twee afleveringen van de televisieserie Tre kronor en in 1999-2001 voor 24 afleveringen van de Zweedse soapserie Rederiet. Alvtegens romans werden in een dertigtal landen vertaald.

### Privéleven
Alvtegen is gehuwd met de muzikant Mikael Nord Andersson en samen hebben ze twee zonen, August en Albin. De familie woont in Nacka, een voorstad van Stockholm.
In 2013 werd bij Alvtegen de chronische ziekte ME/CVS vastgesteld. Ze schreef hierover het boek Osynligt sjuk - medan livet passerar ("Onzichtbaar ziek, terwijl je leven voorbijgaat"). Ze werd een actieve ondersteuner van Stanford's researchgroep Open Medicine Foundation (OMF) op Facebook en in 2019 werd ze de derde internationale OMF-ambassadrice.

### Romans
- Skuld (1998) (Nederlands: Schuld)
- Saknad (2000) (Nederlands: Voortvluchtig)
- Svek (2003) (Nederlands: Verraad)
- Skam (2005) (Nederlands: Schaamte)
- Skugga (2007) (Nederlands: Schaduw)
- En sannolik historia (2010)
- Fjärilseffekten (2013)

### Jeugdboeken
- Nyckeln till Hinsides, samen met Albin Alvtegen (2016)
- Hinsides brinner, samen met Albin Alvtegen (2017)

### Scenario
- Tre kronor (televisieserie, 1997-1999)
- Rederiet (televisieserie, 1999-2001)
- Hotet (film, 2004)